# 12909 Jaclifford
12909 Jaclifford eller 1998 SK58 är en asteroid i huvudbältet som upptäcktes den 17 september 1998 av LONEOS vid Anderson Mesa Station. Den är uppkallad efter Jack Clifford.